# Georg Gregull
Georg Gregull (* 16. Januar 1932 in Reichenberg, Ostpreußen) ist ein deutscher Politiker und ehemaliger Landtagsabgeordneter (CDU).

## Leben und Beruf
Nach dem Schulbesuch bis 1945 und der Vertreibung aus seiner Heimat absolvierte Georg Gregull ab 1949 eine Lehre als Betonbauer und war in diesem Beruf tätig. Von 1957 bis 1959 besuchte Gregull die Fachoberschule für Sozialarbeit mit dem Abschluss Sozialarbeiter (grad.) und war bis 1971 als Sozialarbeiter beschäftigt. 1972 wurde er Geschäftsführer im Caritasverband.
Der CDU gehörte Gregull seit 1962 an. Er ist in zahlreichen Parteigremien tätig.

## Abgeordneter
Vom 30. Mai 1985 bis zum 1. Juni 2000 war Gregull Mitglied des Landtags des Landes Nordrhein-Westfalen. Er wurde jeweils über die Landesliste seiner Partei gewählt. 
Dem Rat der Stadt Remscheid gehört er seit 1969 an.

## Ehrungen
- 1993: Bundesverdienstkreuz 1. Klasse[2]